# Odontomachus imperator
Odontomachus imperator är en myrart som beskrevs av Carlo Emery 1887. Odontomachus imperator ingår i släktet Odontomachus och familjen myror. Inga underarter finns listade i Catalogue of Life.